# Bartolomeo Caporali

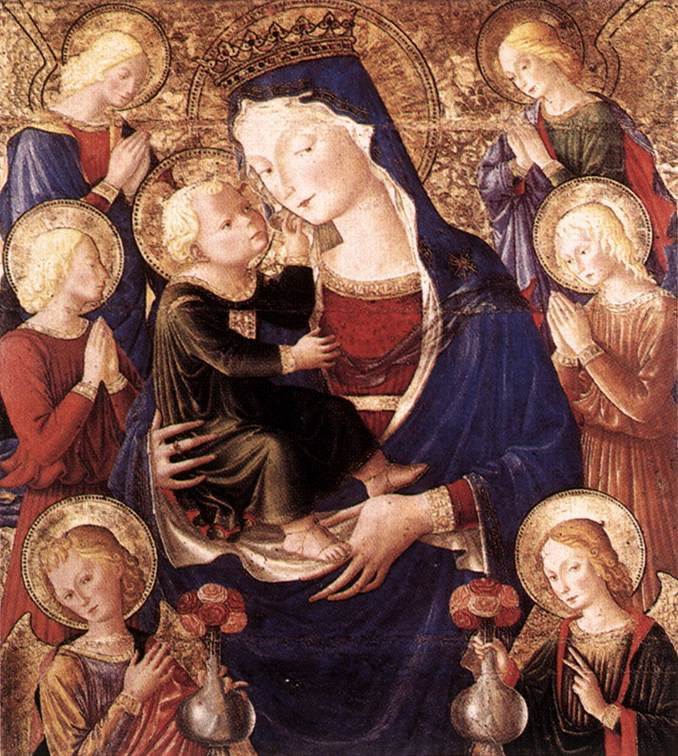
Madonna col Bambino e angeli, Galleria nazionale dell'Umbria, Perugia

Bartolomeo Caporali (Perugia, 1420 – Perugia, 1503/1505) è stato un pittore e miniatore italiano.

## Biografia
Figlio di Segnolo di Giovanni, di professione militare e soprannominato il Caporale, nativo di Massa Lombarda. Si hanno alcune notizie sulla sua formazione artistica, ed il suo nome apparve compreso nell'elenco degli iscritti alla Corporazione dei pittori nel 1442.
La sua famiglia fu molto attiva nell'arte: suo fratello Giapeco fu miniatore; artisti furono i figli, Giovan Battista e Giovanni Paolo, e il nipote Giulio. Appare comunque certa una sua frequentazione degli ambienti pittorici rinascimentali perugini formati sulla scia del soggiorno di Domenico Veneziano avvenuto nel 1438. Da questa fertile scuola mossero i primi passi pittori come il Perugino. L'humus che consentì la nascita della scuola fu dovuto all'innesto delle nuove teorie prospettiche sulla più antica tradizione gotica.

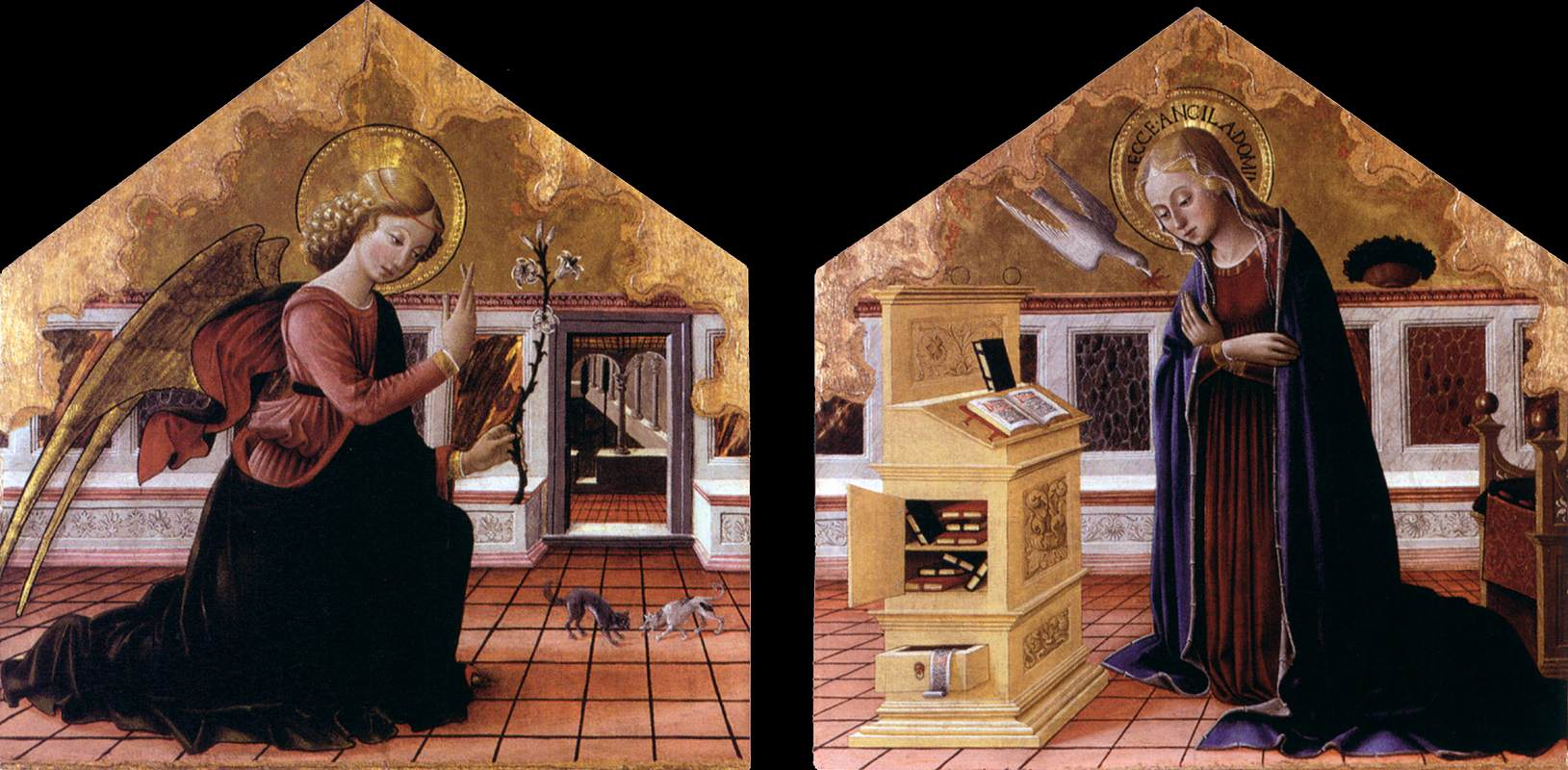
Annunciazione, Galleria Nazionale dell'Umbria, Perugia

Le stile di Caporali ricevette l'influenza, nelle sue prime fasi, di Benedetto Bonfigli, e successivamente, nella sua ultima fase creativa, di Fiorenzo di Lorenzo e del Pinturicchio.
Le opere di esordio di Caporali sono di incerta attribuzione: sia la Madonna col Bimbo degli Uffizi sia la Adorazione dei Magi con il Crocefisso della National Gallery di Londra, sono assegnate a lui oppure a Benedetto Bonfigli.
Certamente sue sono il Crocefisso della parrocchiale dell'Isola Maggiore sul Trasimeno, la Madonna del Museo di Berlino-Dahlem, la Madonna tra santi ed angeli musicanti a Fanciullata, tutte realizzate tra il 1450 e il 1459.
Se le opere degli anni settanta, come Gli Angeli con strumenti della Passione della Galleria perugina (1477), la Madonna della Misericordia ed i santi Francesco e Bernardino e i Quattro Evangelisti (1480), per la cappella della chiesa di Sant'Antonio a Deruta, risultarono bonfiglieschi, quelle degli anni ottanta, come il Gonfalone di san Francesco (1482) di Montone, la Madonna della Galleria di Capodimonte a Napoli, si avvicinarono alla scuola perugina del Pinturicchio.
Le opere principali del Caporali si racchiudono nelle due tavolette già Barberini, Natività della Vergine (New York, Metropolitan Museum of Art) e Presentazione al Tempio (Boston, Museum of Fine Arts), la cui attribuzione è incerta e secondo alcuni critici potrebbe essere riferita a Piero della Francesca oppure a Leon Battista Alberti, e nelle opere decorative della nicchia di San Bernardino del 1473  (Perugia, Galleria nazionale dell'Umbria), realizzate sotto la guida del Perugino, caratterizzate dalle piccole figure inserite come in una pagina miniata e dagli sfondi architettonici in prospettiva tipicamente rinascimentale umbra.
Bartolomeo Caporali morì a Perugia tra il 1503 e l'ottobre 1505.
Il figlio di Caporali, Giovanni Paolo, lavorò come orafo.

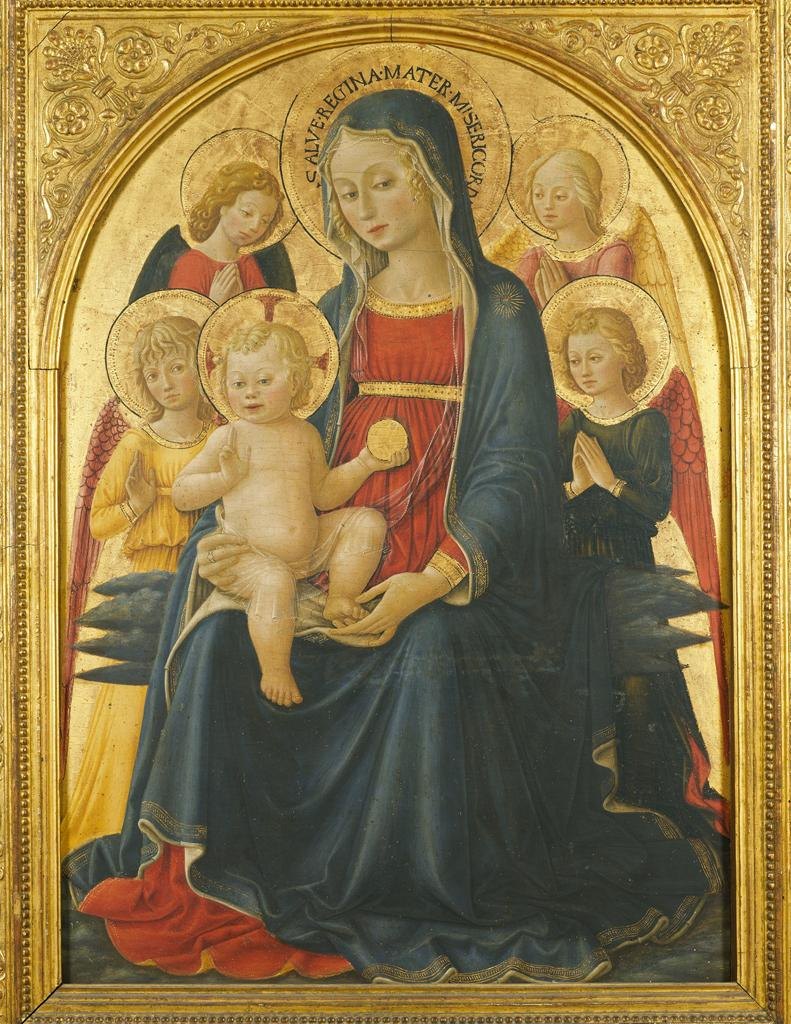
Madonna col Bambino e angeli, Museo di San Marco, Firenze
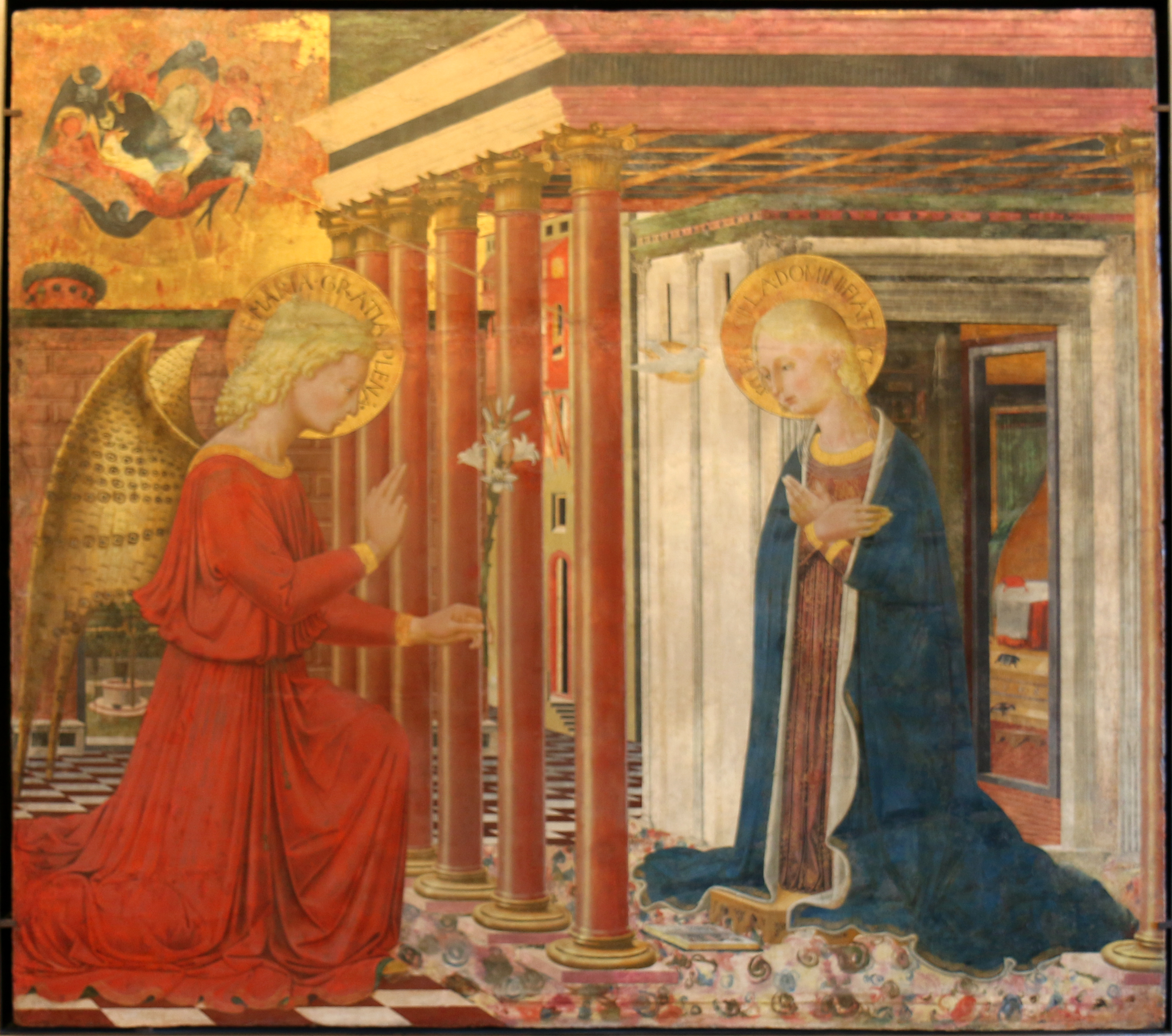
L'Annunciazione, 1460 c., Musée du Petit Palais, Avignone
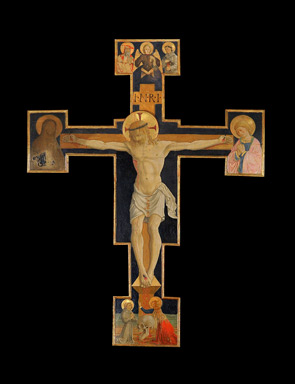
Crocifisso, 1460-1470, chiesa di San Michele Arcangelo, Isola Maggiore, Lago Trasimeno
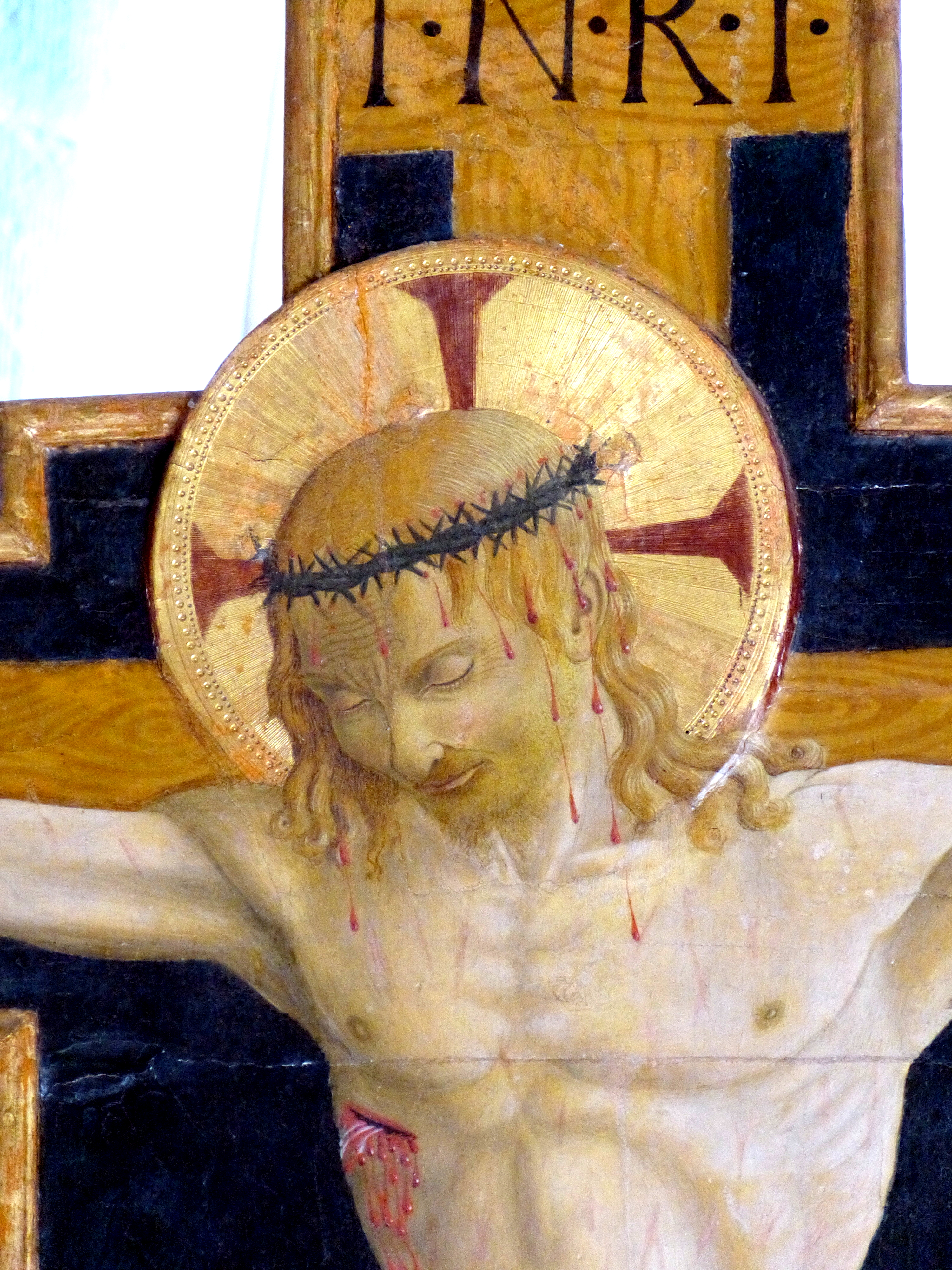
Crocifisso, particolare, 1460-1470, chiesa di San Michele Arcangelo, Isola Maggiore, Lago Trasimeno
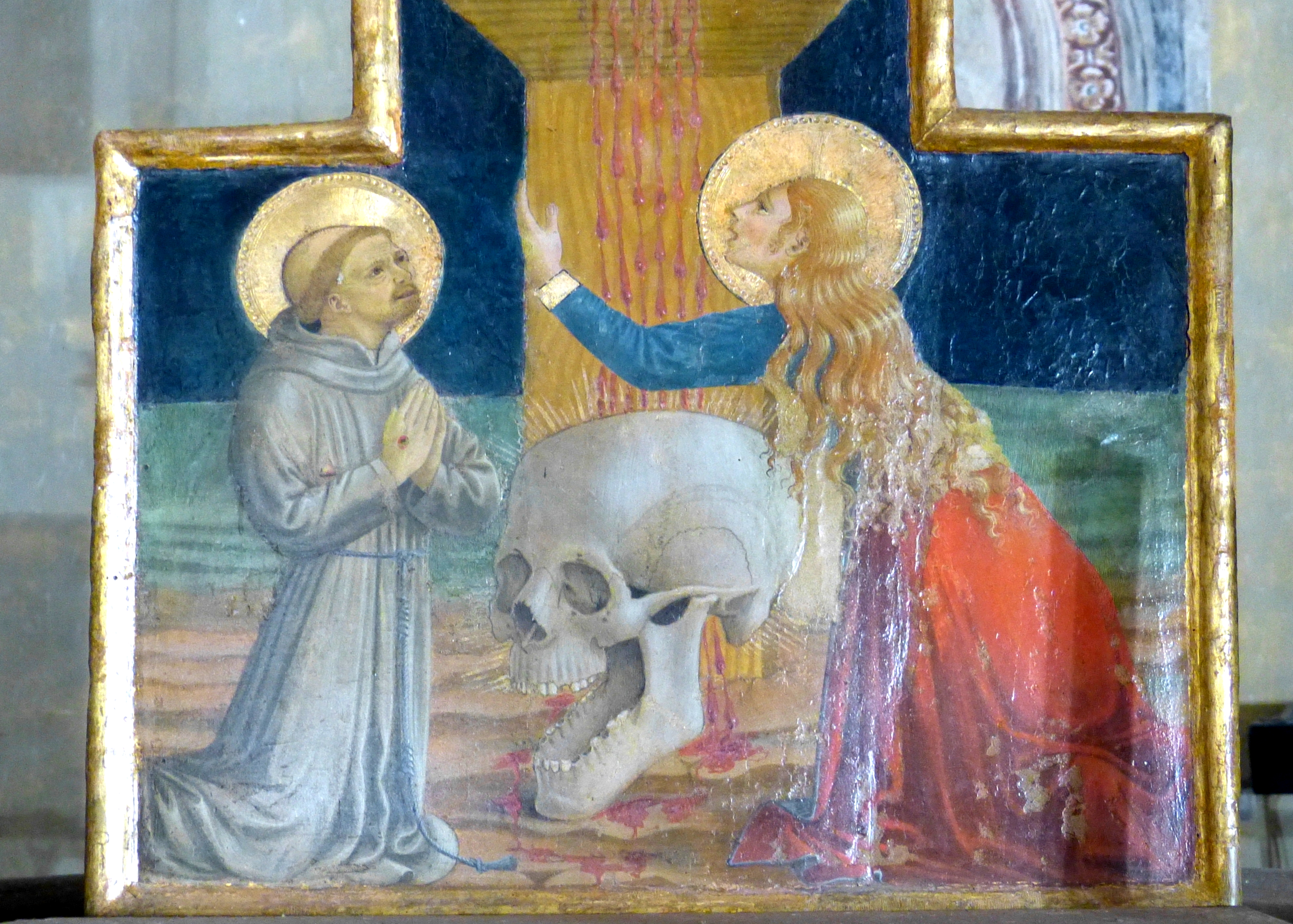
Crocifisso, particolare, 1460-1470, chiesa di San Michele Arcangelo, Isola Maggiore, Lago Trasimeno

## Opere
- Madonna del Fanciullo, 1459, Chiesa della Madonna del Fanciullo, Fanciullata frazione di Deruta
- Madonna della Misericordia tra i santi Francesco e Bernardino, 1480 circa, Chiesa di Sant'Antonio Abate, Deruta